# Cherwell (dystrykt)
Cherwell – dystrykt w hrabstwie Oxfordshire w Anglii (nazwę bierze od rzeki Cherwell).

## Miasta
- Banbury
- Bicester

## Inne miejscowości
Adderbury, Alkerton, Ambrosden, Ardley, Arncott, Bainton, Balscote, Barford St. John, Barford St. Michael, Begbroke, Blackthorn, Bletchingdon, Bloxham, Bodicote, Bourton, Broughton, Bucknell, Burdrop, Caversfield, Charlton-on-Otmoor, Chesterton, Claydon, Clifton, Cottisford, Cropredy, Deddington, Drayton, Duns Tew, Epwell, Finmere, Fringford, Fritwell, Godington, Gosford, Great Bourton, Hampton Gay, Hampton Poyle, Hardwick (Banbury), Hardwick (Hardwick with Tusmore), Hethe, Hook Norton, Horley, Hornton, Horton-cum-Studley, Islip, Kidlington, Kirtlington, Launton, Lower Heyford, Merton, Middle Aston, Middleton Stoney, Milcombe, Milton, Mixbury, Mollington, Murcott, Newton Purcell, Noke, North Aston, North Newington, Oddington, Piddington, Shelswell, Shenington, Shipton-on-Cherwell, Shutford, Sibford Ferris, Sibford Gower, Somerton, Souldern, South Newington, Steeple Aston, Stoke Lyne, Stratton Audley, Swalcliffe, Tadmarton, Thrupp, Upper Arncott, Upper Heyford, Wardington, Wendlebury, Weston-on-the-Green, Wigginton, Wroxton, Yarnton.